# Giò Martorana
Giò Martorana (Palermo, 29 gennaio 1960) è un fotografo italiano.

## Biografia
Attivo come fotografo professionista dal 1981, corrispondente ufficiale dell'agenzia Gamma di Parigi, si divide tra la fotografia di moda, il reportage, la pubblicità e il ritratto. Durante tutta la sua carriera ha lavorato per numerosi marchi di moda e abbigliamento, molti di rilevanza mondiale, tra questi, Louis Vuitton. I suoi servizi sono apparsi in prestigiose riviste italiane e straniere quali Vogue, Elle, Harper's Bazaar, GQ, Marie Claire. Ha esposto le sue opere fotografiche in diverse città come Milano, New York, Parigi, Berlino, Montecarlo e Tokyo, pubblicando inoltre un significativo numero di libri fotografici con vari editori e vincendo il premio UNESCO nel 1999.